# 동원동우고등학교
동원동우고등학교(東園東佑高等學校)는 경기도 수원시 장안구에 있는 사립 고등학교이다.

## 학교 연혁

### 동원고등학교
- 1980년 10월 22일 : 학교법인 동우학원 설립 인가 (이사장 전재욱 박사 취임)
- 1981년 3월 25일 : 고등학교 설립 예비 인가, 학교 부지 확보 (수원시 이목동 산 28번지)
- 1985년 8월 25일 : 교사 착공 (5층, 부지 6,460㎡)
- 1985년 12월 27일 : 동원고등학교 설립 인가(교육부, 10학급 1,740평 규모)
- 1986년 3월 8일 : 초대 교장 설립자 겸 이사장 전재욱 박사 취임
- 1986년 3월 8일 : 제1회 입학식 10학급 (남 5학급, 여 5학급)
- 1989년 2월 12일 : 제1회 졸업식(남 5학급, 여 5학급)
- 1993년 3월 1일 : 학칙 변경 (남학생 14학급으로 변경)
- 1996년 12월 26일 : 「학교법인 경동대학교」 로 법인명 변경
- 2003년 10월 22일 : 충효관 개관
- 2004년 2월 21일 : 「학교법인 경복대학」으로 법인 변경
- 2006년 11월 23일 : 본관 리모델링
- 2007년 12월 31일 : 도서관 및 보건실 리모델
- 2011년 11월 20일 : 「학교법인 경복대학교」으로 법인명 변경
- 2019년 7월 9일 : 선덕관(다목적 체육관) 개관
- 2020년 9월 1일 : 제7대 교장 정강현 선생 취임
- 2022년 1월 14일 : 인공지능(AI)교육 선도학교 선정
- 2022년 9월 2일 : AI융합교실 개관
- 2022년 12월 21일 : 제35회 졸업식 13학급 317명 졸업 (총 졸업생 수 20,867명)
- 2023년 3월 2일 : 제38회 입학식 11학급 288명 입학
- 2023년 9월 1일 : 학교 교훈 변경

### 동우여자고등학교
- 1987년 7월 1일 : 동우여자고등학교 설립인가, 교사 착공
- 1988년 3월 4일 : 입학식(6학급 341명)
- 1988년 3월 4일 : 초대 교장 김용진 선생 취임
- 1991년 2월 8일 : 제1회 졸업식(6학급 340명)
- 1996년 12월 26일 : 학교법인 경동대학교로 법인 변경
- 2004년 12월 21일 : 학교법인 경복대학으로 법인 변경
- 2013년 3월 2일 : 수원시 교과특성화학교 선정 및 운영 ( ~ 2016년 02월 28일)
- 2015년 3월 2일 :  정보윤리학교 선정 및 운영 (6년 연속 선정 및 운영)
- 2019년 7월 9일 : 선덕관 개관
- 2021년 9월 1일 : 제5대 교장 배상복 선생 취임
- 2022년 12월 21일 : 제33회 졸업식 (12학급 270명))
- 2023년 3월 2일 : 입학식 (10학급 268명)

### 동원동우고등학교
- 2025년 3월 1일 : 동원고등학교와 동우여자고등학교가 통합하여 동원동우고등학교로 개편

## 참고 자료
- 동원고등학교 - 한국교육학술정보원 학교알리미
- 동우여자고등학교 - 한국교육학술정보원 학교알리미